# Colophon izardi
Colophon izardi là một loài bọ cánh cứng thuộc họ Lucanidae. Nó là loài đặc hữu của Nam Phi.